# Torre Amatller
La Torre Amatller és un monument del municipi de Cabrera de Mar (Maresme) inclòs en l'Inventari del Patrimoni Arquitectònic Català.

## Descripció
És un edifici de tres plantes, d'època noucentista que, tot i la restauració, conserva totes les característiques originals: façanes arrebossades i decorades amb esgrafiats, porxo semicircular que dona accés a l'entrada i rodejat per sis columnes amb capitell jònic que sostenen una terrassa descoberta a l'altura del primer pis. A la façana oposada hi ha una altra terrassa coberta damunt un porxo amb arcada, a la dovella central de la qual hi ha representat en relleu un ametller, emblema de la família propietària original.
Cal destacar un banc adossat a un dels murs laterals de Can Amatller i enrajolat amb ceràmica de sanefes i motius florals. A la part alta del respatller hi ha tres dibuixos, al del centre hi ha representat un ametller amb la inscripció "L'amatller, arbre de Catalunya". Els dibuixos laterals representen a una noia amb una cistella de flors i a un pagès.

## Història
La finca, coneguda amb el nom de Torre Amatller va pertànyer a Teresa Amatller i Cros, filla del fabricant de xocolata Antoni Amatller, qui l'any 1943 feu donació de la casa a la Secció Femenina, que la destinà a alberg. La Generalitat de Catalunya adquirí la casa i la va condicionar per a funcionar com a alberg de colònies. Les obres de reconstrucció de teulades, restauració i consolidació de façanes i afegiment d'una nova construcció foren dirigides per l'arquitecte Agapit Borràs.
Des del 1797, la família Amatller era fabricant de xocolata i va convertir el seu cognom en la marca de la seva empresa. De fet, al segle xix van aconseguir una gran notorietat, en bona part gràcies a la publicitat dels seus productes mitjançant cartells, calendaris i estampes, que van constituir una veritable novetat i que, actualment, són molt preuats pels col·leccionistes. Això, sens dubte, ha afavorit que el nom d'aquesta família sigui encara molt present i, en aquest sentit, que Antoni Amatller i Costa fos un membre molt destacat de la burgesia il·lustrada catalana. En concret, compaginava l'activitat industrial amb les seves inquietuds artístiques. Un interès que va portar la seva filla, Teresa Amatller, a crear l'Institut Amatller d'Art Hispànic, situat a la Casa Amatller de Barcelona. Durant els primers vint-i-tres anys d'existència, la Torre Ametller (o Torre Agell) de Cabrera de Mar va servir exclusivament per a l'estiueig familiar, fins que es va cedir a les autoritats franquistes. Així, el 1943, la casa es va convertir en una escola de monges de la Companyia de Maria-Lestonnac, i la van habilitar per acollir-hi nenes orfes de la guerra. En aquest període, tot argumentant que faltava espai, les autoritats van construir unes dependències annexes, fet que impulsà les monges a abandonar l'edifici com a mesura de protesta contra aquesta ampliació. D'aquesta manera, la Torre Ametller va passar a ser regentada pel masover Antoni Carbonell i Ventura, fins que la Generalitat la converteix en Alberg de Joventut a 1985.